# سیارک ۲۲۴۷۴
سیارک ۲۲۴۷۴ (به انگلیسی: 22474 Frobenius، نامگذاری:1997ED8) بیست و دو هزار و چهارصد و هفتاد و چهارمین سیارک کشف شده‌است که در ۸ مارس ۱۹۹۷ کشف شد.
قدر مطلق سیارک برابر ۱۵٫۷۰ است.